# 2А65 «Мста-Б»
152-мм гаубиця «Мста-Б» (Індекс ГРАУ — 2А65, за класифікацією НАТО — M1987) — радянська 152-мм причіпна гаубиця, призначена для знищення тактичних засобів ядерного нападу, артилерійських і мінометних батарей, танків та інших броньованих засобів, руйнування польових фортифікаційних та інших оборонних споруд, придушення живої сили і вогневих засобів, пунктів управління, засобів протиповітряної і протиракетної оборони.
Для забезпечення автоматизованого управління вогнем артилерійських дивізіонів, озброєних гаубицями «Мста-Б», розроблені комплекси «Фальцет» і «Капустнік».
Гаубиця стоїть на озброєнні України і низки країн пострадянського простору.

## Історія створення
152 мм гаубиця «Мста-Б» розроблена під керівництвом головного конструктора — Г. І. Сергєєва (особливе конструкторське бюро Виробничого об'єднання «Барикади» (ОКБ-221), нині ЦКБ «Титан»).
НДДКР по створенню гольовуваної 152 мм гаубиці «Мста-Б» почалися у 1976 році. Мета розробки: підвищення дальності стрільби, швидкострільності, збільшення кута вертикального наведення, підвищення ефективної дії снаряду біля цілі, маневреності та інших характеристик порівняно з гарматами МЛ-20, Д-1, Д-20.
Основна увага при проектуванні приділялася забезпеченню високих показників купчастості стрільби гаубиці за рахунок конструктивних заходів. Компонування основних вузлів гаубиці реалізовано з урахуванням забезпечення стабільності збурюючих моментів, що діють при стрільбі. На етапі проектування і відпрацювання гармати було проведено дослідження з вибору оптимального поєднання геометричних і конструктивних параметрів снаряду, що дозволило забезпечити поліпшені аеродинамічні характеристики нового осколково-фугасного снаряду і стійкість на траєкторії, незважаючи на значну довжину і далекобійну форму снаряду.
У 1986 році 152-мм гаубиця «Мста-Б» була прийнята на озброєння Сухопутних військ.
Серійне виробництво почалося у 1987 році, наразі перебуває на озброєнні української армії та деяких країн СНД.
В гаубиці реалізовані наступні конструктивні рішення:
- Трикамерне дулове гальмо ефективністю до 63 %;
- Двошвидкісні механізми наведення, що забезпечують кути вертикального наведення до 70° і наведення по горизонту при ухилах до 5°;
- Механізм заряджання з кидковим пружинним досилачем снарядів, що зводяться від відкотних частин до спрямувальних лотків, з приводом від затвора;
- Автоматичне відключення підресорювання коліс при розведенні станин.

## Боєприпаси
Стрільба з гаубиці ведеться 152-мм пострілами роздільного заряджання розробленими, як спеціально для неї (і для 2С19 «Мста-С»), так і тими, що застосовуються на гаубицях Д-20, 2С3 «Акація», МЛ-20.
- пострілами 3ВОФ58, 3ВОФ72, 3ВОФ73 (з повним, далекобійним і зменшеним зарядами відповідно) з осколково-фугасним снарядом 3ОФ45
- пострілом 3ВОФ91 з осколково-фугасним снарядом 3ОФ61 з  донним газогенератором і далекобійним зарядом.
- пострілами 3ВОФ96, 3ВОФ97, 3ВОФ98 (з далекобійним, повним і зменшеним зарядами) з осколково-фугасним снарядом 3ОФ64.
- пострілами 3ВОФ32, 3ВОФ33 (з повним і зменшеним зарядами) з осколково-фугасним снарядом 3ОФ25.
- пострілами 3ВО28, 3ВО29, 3ВО30 (з далекобійним, повним і зменшеним зарядами) з касетним снарядом 3-О-23 з кумулятивно-осколковими бойовими елементами.
- пострілами 3ВО13, 3ВО14 (з повним і зменшеним зарядами) з касетним снарядом 3-О-13 з осколковими бойовими елементами.
- пострілом 3ВНС38 зі снарядом постановки КХ і УКХ радіоперешкод 3РБ30-1-8.
- пострілом зі снарядом-постановником активних радіолокаційних перешкод 3НС30.
- пострілом 3ВДЦ8 з димовим цілевказівним снарядом.
- пострілом 3ВОФ64 з коректовним снарядом з лазерною підсвіткою 3ОФ39 комплексу 2К25 «Краснопіль». [недоступне посилання з лютого 2019]

## Оператори
- СРСР — перейшли до створених після розпаду держав
- Білорусь — 132 2А65, станом на 2013 рік [1]
- Грузія — 10 2А65, станом на 2014 рік [2]
- Казахстан — 50 2А65, станом на 2016 рік [3]
- Росія:
  - Сухопутні війська Росії — 750 2А65, з них 600 на зберіганні, станом на 2013 рік [4]
  - Берегові війська ВМФ Росії — 50 2А65, станом на 2013 рік[5]
- Україна — 130 2А65, станом на 2021 рік[6]

## Модифікації
- М-390 — це 155-мм експортний варіант 2А65, розроблений «Заводом № 9» у Єкатеринбурзі.[7]

- МЗ-146-1 — це також 155-мм експортний варіант, який був вперше показаний на публіці у 2008 році. На відміну від оригінальної моделі, ця модифікація обладнана екстрактором диму[8].

## Бойове застосування

### Російсько-Українська війна
Війна на сході України. Гармати 2А65 застосовуються обома сторонами конфлікту.
З початком бойових дій на Донбасі розрахунки «Мста-Б» у складі 55-ї бригади були задіяні у двох напрямках — під Слов'янськом, і як посилення прикордонного угруповання. Причому в ході боїв бригада зазнала значних втрат — відомо про знищену техніку під Слов'янськом, Старобешевим і в інших місцях. Фактично, бригада була розташована скрізь по величезному фронту і була задіяна в усіх операціях АТО (ООС).
Меморандум від 20 вересня до Мінського протоколу передбачав відведення гаубиць калібром 152-мм (2С5 «Гіацинт-С», 2С3 «Акація», 2С19 «Мста-С», 2А65 «Мста-Б») на 33 км від лінії зіткнення.
За даними групи «Інформаційний опір» саме з 122-мм гаубиць Д-30 та 152-мм «Мста-Б» 23 травня 2015 року був обстріляний Авдіївський коксохімічний завод. На території заводу розірвалося понад 40 снарядів. Снарядами були перебиті всі чотири високовольтні лінії електромереж, що живлять Авдіївський коксохім. Підприємство було зупинено, а видачу коксу припинено. Через спричинені пошкодження завод був вимушений призупинити роботу до понеділка, 25 травня.
Причіпні гаубиці «Мста-Б» активно використовуються обома сторонами й під час повномасштабного російського вторгнення 2022.

### Громадянська війна в Сирії
28 жовтня 2015 року в мережі з'явились фотографії російської військової колони в місті Шильфатія, провінція Латакія. До складу колони входили три радіостанції Р-166-0,5 на шасі БТР-80, інші машини, та артилерійський буксир на шасі КамАЗ-63501 з причепленою гаубицею 2А65 «Мста-Б». Такі саме трисекційні вантажівки та артилерійські позиції були раніше виявлені навколо авіабази «Хмеймім».
17 листопада 2015 року, під час відеопрезентації російського Міноборони була показана карта, на які неподалік бази Шайрат були позначені позиції 5-ї гаубичної артилерійської батареї (6×152 мм 2А65 «Мста-Б») 120-ї гвардійської артилерійської бригади російської армії, розгорнуті в районі з 6 листопада. Також на карті було видно, що станом на 6 листопада на аеродромі Шайрат знаходяться 4 ударних вертольоти Мі-24 та один транспортний Мі-8.
Артилерійська батарея розташована таким чином, що може надавати прикриття для авіабази та підтримку про-ассадівським силам в районі Махін.